# Villamayor de la Boullosa
Villamayor de la Boullosa (llamada oficialmente Santa María de Vilamaior da Boullosa) es una parroquia y un lugar español del municipio de Baltar, en la provincia de Orense, Galicia.

## Toponimia
La parroquia también es conocida por el nombre de Santa María de Villamayor de la Boullosa.

## Organización territorial
La parroquia está formada por tres entidades de población:
- Montecelo
- San Antonino (Santo Antoíño)
- Vilamaior da Boullosa[7]

## Demografía

### Parroquia
| Gráfica de evolución demográfica de Villamayor de la Boullosa (parroquia) entre 2000 y 2021 |
|                                                                                             |
| Datos según el nomenclátor publicado por el INE.                                            |

### Lugar
| Gráfica de evolución demográfica de Vilamaior da Boullosa (lugar) entre 2000 y 2021 |
|                                                                                     |
| Datos según el nomenclátor publicado por el INE.                                    |